# Leena Puranen
Leena Puranen (* 16. Oktober 1986 in Tampere) ist eine finnische Fußballspielerin.

## Karriere

### Vereine
Puranen begann für den in ihrem Geburtsort ansässigen Tampereen Pallo-Veikot mit dem Fußballspielen. Im Seniorinnenbereich kam sie das erste Mal für den ebenfalls aus Tampere stammenden Tampereen Ilves in der Naisten Ykkönen, der zweithöchsten Spielklasse im finnischen Frauenfußball, zum Einsatz.
Anschließend spielte sie für den in Jakobstad ansässigen FC United, dem sie bis zum Ende der Spielzeit 2005 in der Naisten Liga, der unter diesem Namen (bis 2019) seinerzeit höchsten Spielklasse im finnischen Frauenfußball angehörte und mit ihm im Jahr 2004 das Double (Meisterschaft und Vereinspokal) sowie noch einmal im Jahr 2005 den Vereinspokal gewann. In die Hauptstadt gelangt, gehörte sie zwei Spielzeiten lang dem Ligakonkurrenten HJK Helsinki an. Mit der Mannschaft gewann sie 2006 (3:0 vs. FC United) und 2007 (3:1 vs. FC Honka Espoo) den nationalen Vereinspokal.
Das erste Mal im Ausland, gehörte sie im Kalenderjahr 2008 dem schwedischen Erstligisten KIF Örebro an. Von 2009 bis 2011 spielte sie für den Ligakonkurrenten Hammarby IF. Nach dem Abstieg ihrer Mannschaft in die Elitettan, der zweithöchsten Spielklasse, verließ sie diese und begab sich nach Mölndal, einem Vorort von Göteborg. In den Spielzeiten 2012 und 2013 bestritt sie für den Jitex BK 41 Punktspiele, in denen ihr zwei Tore gelangen. Danach spielte sie in der zweiten Liga für Kungsbacka DFF von 2014 bis 2015, bevor sie – nach einer halbjährigen Pause – von 2016 bis 2018 für den Valinge IF tätig wurde. Seit der Spielzeit 2019 ist sie für den in Varberg in der Provinz Hallands ansässigen unterklassigen Varbergs BoIS FC aktiv.

### Nationalmannschaft
Puranen bestritt in sieben Jahren 55 Länderspiele für den SPL. Ihr Debüt in der Nationalmannschaft gab sie am 25. August 2007 in Carson bei der 0:4-Niederlage im Freundschaftsspiel gegen die US-amerikanische Nationalmannschaft. Mit zwei siegreichen Freundschaftsspielen gegen die Nationalmannschaft Schottlands am 26. und 29. September 2007 in Turku (1:0) und Helsinki (4:1) endete ihr erstes Länderspieljahr. Im Länderspieljahr 2008 bestritt sie mit zwölf Länderspielen die meisten, darunter drei im Vier-Nationen-Turnier in Guangzhou, vier im Turnier um den Algarve-Cup und fünf der letzten sechs Länderspiele, die allesamt in Freundschaft ausgetragen wurden. Im Vier-Nationen-Turnier erzielte sie im zweiten Spiel am 18. Januar 2008 bei der 1:4-Niederlage gegen die US-amerikanische Nationalmannschaft mit dem Treffer zum 1:2 in der 54. Minute ihr erstes Länderspieltor. Ihr zweites folgte am 5. März 2008 in Lagos im ersten Turnierspiel um den Algarve-Cup bei der 1:3-Niederlage gegen die Nationalmannschaft Schwedens mit dem Treffer zum 1:2 in der 63. Minute.
Von 2009 bis 2013 bestritt sie 40 weitere Länderspiele, in denen sie vier Tore erzielte. Sie nahm zu Beginn des Spieljahres 2009 erneut am Vier-Nationen-Turnier in Guangzhou mit drei Spielen teil, wie auch am Turnier um den Algarve-Cup, in dem sie nach drei Spielen in der Gruppe B auch im Spiel um Platz 7 eingesetzt wurde. Zwei Freundschaftsspiele im Februar (2:2 und 1:4 vs. England am 9. und 11. in Larnaka) und eins im Mai (3:2 vs. Italien am 28. in Helsinki) beendeten ihr Länderspieljahr, bedauerlicherweise ohne Teilnahme an der im eigenen Land ausgetragenen Europameisterschaft, da sie sich noch im Mai eine Verletzung des vorderen Kreuzbandes zugezogen hatte. Nach zwei weiteren Teilnahmen am Algarve-Cup 2010 und 2011 mit insgesamt sieben Einsätzen, kam sie auch erstmals in den Turnieren um den Zypern-Cup 2012 und 2013 in insgesamt sechs Spielen zum Einsatz. Neu waren für sie die beiden am 31. März und 25. August 2010 ausgetragenen Spiele der WM-Qualifikationsgruppe 7 (1:1 vs. Italien in Ascoli Piceno, 4:1 vs. Slowenien in Mariehamn) sowie die acht Spiele der EM-Qualifikationsgruppe 5. Mit dem am 1. Juni 2013 in Valenciennes ausgetragenen letzten und siebten ihrer insgesamt 18 Freundschaftsspielen beendete sie ihre Länderspielkarriere – mit der 0:3-Niederlage gegen die Nationalmannschaft Frankreichs. Sie gehörte dem Kader für die vom 10. bis zum 28. Juli 2013 in Schweden ausgetragene Europameisterschaft an, wurde im Turnier jedoch nicht eingesetzt.

## Erfolge
Nationalmannschaft
- Dritter Vier-Nationen-Turnier 2009

FC United
- Finnischer Meister 2004
- Finnischer Pokal-Sieger 2004, 2005

HJK Helsinki
- Finnischer Pokal-Sieger 2006, 2007